# 重盛さと美
重盛 さと美（しげもり さとみ、1988年〈昭和63年〉9月4日 - ）は、日本のタレント、歌手、ラッパー、グラビアアイドル。アヴィラ（旧アバンギャルド）所属。福岡県出身。愛称は、さっちゃん、重盛ちゃん。

## 略歴
三重県松阪市に生まれる。福岡市立東光中学校卒業後、第一薬科大学付属高等学校普通科芸能コースに入学。高校2年2学期にクラーク記念国際高等学校に転校し卒業。ファッションモデルの西内ひろは、高校時代のクラスメイト。
2007年から2011年まで、グラビアアイドルとして活動。父がグラビアアイドルという仕事に難色を示していたことからグラビアアイドル時代は父とは疎遠になっていた。
2007年10月からの情報バラエティ番組『ラジかるッ』（日本テレビ）に曜日コーナー担当としてレギュラーとして出演。『ラジかるッ』後継の『おもいッきりDON!』、『おもいッきりPON!』、『PON!』にも出演。2012年4月5日放送分から木曜日スタジオコメンテーターとしてレギュラー再出演となり、同年10月から2013年3月まで、島田秀平と曜日コーナー「一流講師による超短期集中○○教室!」を担当。2013年4月放送分から2015年7月まで、菅谷大介（日本テレビアナウンサー）と曜日コーナー「話題のニュースが誰でもわかる教室」を担当。同年、7月放送分からは再び木曜日スタジオコメンテーターとして出演。2015年10月1日放送分をもって番組を卒業した。
2010年10月30日より、オーディションを経て『めちゃ×2イケてるッ!』（フジテレビ）にレギュラー出演。2017年12月2日に放送された「抜き打ちテスト」では最下位になり、バカ四冠となった。また、『めちゃイケ』最後の抜き打ちテストであったことから「ネバーエンディングバカ」の称号を与えられた。
2009年10月に『痛快!明石家電視台』（毎日放送）に初出演。その前日の仕事で「芸能界に向いてない」と言われ本当に引退を決意していたが、「明日もう1つ収録があるからそれだけでもやり切ろう」とマネージャーに説得され芸能界最後の仕事のつもりで番組に臨んでいた。番組準レギュラーとなり芸能活動を続ける事になるが、「めちゃイケスタッフは明石家電視台を見て自分をレギュラーに選んでくれたので本当にこの番組で人生が変わった」と語っている。
2016年2月24日、友人の礒部希帆、後輩のあすみんとともにユニット「LLS（エルエルエス）」を結成し、シングル「LOVE GAME」でデビュー。5月17日にあすみんが脱退し、6月10日にメイン・パーソナリティーを務める『ナナイロ』で、ROSE（ローズ）の加入を発表した。2020年5月にYouTubeで公開した「重盛さと美feat.友達 TOKYO DRIFT FREESTYLE」が同年10月16日時点で1970万回再生を突破。ラップ、ヒップホップのジャンルで注目された。
2023年2月25日、春の全国火災予防運動週間（3月1日 - 7日）を前に、三重県松阪市の大型商業施設駐車場で行われた啓発イベントで一日消防長を務めた。

## 人物
好きなスポーツはバスケットボール。菊地亜美と仲が良い。一芸入試で高校に入学。元4minuteのキム・ヒョナが好き。
アトピー性皮膚炎の疾患があるため、食事や肌の手入れなどに制限がある。アルコールアレルギーでもあり飲酒はしない。
事務所に入った18歳の頃から「深夜番組3000円、ゴールデン3万円」と具体的なギャラを明かしてるが、ずっと給料制で給料額が変わっていないと2023年7月9日放送の上沼・高田のクギズケ!で語った。
上京する18歳まで大学という組織を知らなかった。
中居正広とフジテレビ社員の女性トラブル後、ネット上で「重盛さと美がフジテレビプロデューサーに枕営業」という内容の動画が数多く出回っていたことから、2025年2月2日に自身のYouTubeチャンネルで、関係が噂されている同プロデューサーとは1年間仕事をしたが、「収録以外で喋ったことや会ったことは1度もない。喋りかけられたこともないし、私から喋りかけることもなかった」と仕事上だけの関係であったと動画内容を否定した。

### 家族
母のよし美（三重県松阪市出身）は、屋外広告などを製作する看板店の世古美装店を経営する。

## 作品

### 映像作品
- Angel Kiss 〜さっちゃんはネ!〜（2007年7月22日、イーネット・フロンティア）
- さっちゃん☆（2007年10月25日、アウトビジョン）
- ピュア・スマイル（2008年1月25日、竹書房）
- 乙女の純情♥（2009年2月28日、晋遊舎）
- さっちゃんねる（2009年6月26日、スパイスビジュアル）
- 妹ちゃんねる（2010年2月25日、アウトビジョン）
- う・れ・し・いっ!（2010年4月20日、ラインコミュニケーションズ）
- SWINUTION（2010年7月22日、イーネット・フロンティア）
- さっちゃんと♪（2010年10月16日、アースゲート）
- さっちゃんちゃんす （2011年1月26日、TAO）
- メガ盛り（2011年4月27日、イーネット・フロンティア）
- さっちゃん宅急便（2011年9月22日、トリコ）

### 楽曲
- endless love（2017年9月20日）
- 恋をして眠れない☆（2017年9月20日）
- Brand New (LLS)（2018年3月21日）
- Don't Look Back (LLS)（2018年3月21日）
- I go I know I go (LLS)（2018年3月21日）
- Lonely tonight（2018年3月30日）
- ツキアカリ（2018年3月30日）
- #MOUSOU（2018年12月3日）
- kiss me baby（2018年12月4日）
- GIMME (LLS)（2019年8月2日）
- #SUNSET（2019年10月9日）
- TOKYO DRIFT FREESTYLE（2020年5月9日）
- PENGUIN / GOOD night / L.M.G / 自粛中ラップ (アーメンver.)（2021年3月26日）
- HW (feat. 友達)（2021年7月18日）
- END (feat. 友達)（2021年9月5日）
- FRIEND (feat. 友達) / IPPANCHINPANGII (feat. 友達)（2022年7月1日）
- fantasy（2022年11月10日）
- BURIBURI (feat. 友達)（2023年2月2日） - 楽曲のMVには福徳秀介や狩野英孝、礒部希帆などの数々の著名人も参加している。

### 参加作品
| 発売日        | アーティスト | タイトル                   | 備考 |
| ------------- | ------------ | -------------------------- | --- |
| 2020年9月7日  | OZworld      | Vivide（feat. 重盛さと美） | M-1「Vivide（feat. 重盛さと美）」 |
| 2020年9月28日 | 希帆         | uchiseiuchi                | M-1「uchiseiuchi feat.友達」 重盛が友達名義で参加し、2曲目の「K.A.R.E.S.H.I.H.O.S.H.I.I」もプロデュース。アーティスト写真やミュージックビデオもプロデュースした。 |

## 出演

### テレビ
準レギュラー
- 痛快!明石家電視台（2009年10月19日 - 、毎日放送）

過去の出演番組
- ラジかるッ（2007年10月 - 2009年3月27日、日本テレビ） - 金曜日レギュラー。美キニーズ（共演：折原みか）
- エンタの神様（2008年11月8日・2009年1月31日・3月14日・5月2日・30日、日本テレビ） - キャッチコピーは「天然のハニかみ少女」
  - 毎回「私の苦手なこと」と題して、発音しにくい言葉を言おうとするが噛んでしまうという芸をピンで演じる[28]。
- アイドルの穴〜日テレジェニックを探せ!〜（2009年4月12日 - 5月10日、日本テレビ）
- おもいッきりDON!1025（2009年4月3日 - 10月2日、日本テレビ） - 金曜日レギュラー。シュウゾウクルム（共演：ぼれろ・松岡シュウゾウ）。クルム重盛として出演。
- おもいッきりPON!（2009年10月9日 - 3月26日、日本テレビ） - 金曜日レギュラー。（共演：島田秀平、ぼれろ・松岡シュウゾウ）。クルム重盛として出演。
- PON!（2010年4月1日 - 2015年10月1日、日本テレビ） - 木曜日レギュラー[注 3]
- 学ドリ〜ガクエン・オブ・ドリームス〜（2008年4月 - 9月、テレビ神奈川）
- 知っとこ!（2012年4月 - 2015年3月、毎日放送） - 準レギュラー・「知っとこ!サーチ」リポーター、リニューアル以前はゲストパネラーとして何度か出演した事があった。
- 女性ホルモン分泌バラエティー 全力☆が〜る（2011年4月27日 - 10月26日、毎日放送）
- ロンドンハーツ女性芸能人真夏のスポーツテスト（2012年8月28日、テレビ朝日）
- ロンドンハーツうぬぼれ注意!オンナの自分番付（2012年4月24日・5月22日・2013年1月29日・4月16日、テレビ朝日）
- キッズステーション情報バラエティ「みてミル?」（2010年4月2日 - 2016年3月7日、キッズステーション）[29]
- めちゃ×2イケてるッ!（2010年10月30日 - 2018年3月31日、フジテレビ） - レギュラー。「新メンバーオーディション」で合格、新メンバーとなった[30]。

### テレビドラマ
- 月曜名作劇場 犯罪資料館 緋色冴子シリーズ『赤い博物館』（2016年8月29日、TBSテレビ） - 遠藤晶子 役

### ラジオ
- 劇団サンバカーニバル（2009年10月 - 2010年3月、FM-FUJI） - レギュラー
- あびら屋（2010年7月 - ?、レインボータウンエフエム放送） - 準レギュラー
- タツミコーポレーションミクちゃんガイア&アリーナプレゼンツ 重盛さと美とU.K.のモリモリラジオ（2014年7月 - 2018年、MBSラジオ）

### インターネット
- あっ!と ここから…（2007年4月 - 6月、あっ!とおどろく放送局） - 共演：Wコロン
- 昼からメールバトル2.0（2007年7月 - 12月、あっ!とおどろく放送局） - 共演：Wコロン
- 表参道ランデブー「Wコロン・重盛さと美ヒルズ」（2008年1月 - 3月、あっ!とおどろく放送局）
- Wコロン・重盛さと美ヒルズ（2008年4月 - 9月、あっ!とおどろく放送局）
- 重盛さと美の「突撃!トナリの生電話」（2008年11月 - 2009年3月、あっ!とおどろく放送局）
- 重盛さと美のAfter School（2009年4月 - 2010年7月・10月5日 - 12月23日・2011年2月10日以降不定期出演、あっ!とおどろく放送局）
- 伝説のスター事典（あっ!とおどろく放送局）
- アメリカザリガニのアイドル★チェキ!II（2009年3月16日、GyaOジョッキー） - ゲスト出演
- あっ!と生忘年会2009（2009年12月22日、あっ!とおどろく放送局）
- 第1回AKIBA萌キュングランプリ2010（2010年12月4日、あっ!とおどろく放送局）
- 【男女の心理実験】シリーズ（BeeTV） - 準レギュラー（出演：西川史子、MEGUMI）
- おぎやはぎの「ブス」テレビ （AmebaTV） - 不定期ゲスト
- Love or Delete（2020年5月30日 - 6月27日、ABEMA） - MC[31]
- Qosmetic 8（2021年1月23日 - 3月13日、ABEMA） - MC[32]
- 復活！令和もお笑いマンガ道場（2021年8月 - 、中京テレビ公式YouTubeチャンネル） - 回答者[33]

### 携帯サイト
- アイドルがイッパイ （アイパイ）

### 映画
- Primrose（2006年、たかひろや監督）
- おみおくり（2018年3月24日公開、エクセレントフィルムズ） - 朋美 役

### 舞台
- 落下ガール（2011年2月3日 - 6日、渋谷区文化センター 大和田伝承ホール） - 主演・白金ヒロミ 役
- 落下ガール（2013年3月8日・10日・11日、シアターサンモール） - 主演・白金ヒロミ 役[注 4]

### オリジナルビデオ
- 怨霊映像 特別篇 怪奇女子会（2011年8月2日、マジカル） - 共演：フォンチー、斉藤雅子

### CM
- エイチ・エス証券（2011年2月 - ） - イメージキャラクター[34]
- パナソニック エチケットカッター（2011年11月 - ）
- タツミコーポレーション ミクちゃんアリーナ（2012年1月 - ）[35][36]
- ピュアアイ（2012年3月 - ）
- アドラーブル（2013年5月 - ） - イメージモデル[37]
- ツヴァイ - イメージキャラクター
  - 説明篇「ドキドキの婚活初体験！素敵な人と出会えたらいいな」（2020年12月28日 - 2021年1月17日）[38]
  - 説明篇「ドキドキの婚活初体験！素敵な人と出会えたらいいな」（2021年4月18日 - 2021年5月12日）[39]
  - 「人生を変える2分～重盛さんがツヴァイのパーソナル結婚診断を体験～」篇（2021年12月28日 - 2022年1月19日）[40]
- トヨタ自動車 トヨタ・シエンタ（2022年8月 - ）

## 書籍

### 写真集
- 乙女の純情（2009年1月31日、晋遊舎）- ISBN 978-4-88380-914-1。
- ANGEL（2024年10月11日、自主出版）[41]